# غودفري مورغان (سياسي)
غودفري مورغان (بالإنجليزية: Godfrey Morgan)‏ هو فلاح وسياسي أسترالي، ولد في 29 يوليو 1875، وتوفي في 29 أغسطس 1957 في بريزبان في أستراليا. حزبياً، نشط في الحزب الوطني الأسترالي في كوينزلاند ‏. وقد انتخب عضو المجلس التشريعي ولاية كوينزلاند.